# Milladoiro
Milladoiro é um grupo galego de folk (com influências da chamada de música celta), com mais de 20 anos de carreira que já lhes deram um reconhecimento a nível mundial.

## Cronologia
- 1978: Edita-se o disco Milladoiro (Antón Seoane, Rodrigo Romaní e Xosé V. Ferreirós).
- 1979: O considerado primeiro disco do grupo, o titulado A Galiza de Maeloc. Milladoiro começa a actuar nos festivais de Ortigueira e Lorient.
- 1980: O berro seco. Actuam no festival de Edimburgo.
- 1982: Milladoiro III. A BBC grava na Galiza e na Escócia um episódio sobre a Galiza chamado Os celtas divertem-se, com a colaboração dos Milladoiro.
- 1984: Saem os discos Solfafría, e Ris orangis (em directo, desde Paris).
- 1985: Banda sonora da película La mitad del cielo, de Manuel Gutiérrez Aragón.
- 1986: Galiza no país das marabillas. Ganham o prémio Goya pela banda sonora da película La mitad del cielo.
- 1987: Banda sonora da película Divinas palabras (de José L. García Sánchez), e banda sonora da película La memoria fértil (de Domenech).
- 1989: Castellum Honosti. Colaboram con Paul Winter no disco Solstice Winter.
- 1990: Banda sonora da exposição Galiza no tempo.
- 1992: Menção honorífica da Indie Award (en Texas, USA).
- 1993: Banda sonora d´Os camiños de Santiago, série de TVE-TVG.
- 1994: Edição de Iacobus Manus, gravado com a English Chamber Orchestra.
- 1995: Editam Gallaecia Fulgit e As fadas de estraño nome, a banda sonora de El rey del río (de Manuel Gutiérrez Aragón) e colaboram com o Liam O'Flynn no disco The Given Note.
- 1998: Travesías, obra para orquestra sinfónica.
- 1999: No confín dos verdes castros. Edita, também Auga de maio.
- 2002: O niño do sol, no que contam com as colaborações vocais de Laura Amado, Kathy Mattea e Faustino Santalices (recuperando a sua voz duma gravação de cerca de 50 anos antes). Neste ano o grupo é formado por Xosé Antón F. Méndez, Xosé V. Ferreirós, Nando Casal, Antón Seoane, Moncho García Rei, Harry C., Manú Conde e Roi Casal.

## Discografia
- 1979 - A Galicia de Maeloc;
- 1980 - O Berro Seco;
- 1982 - Milladoiro 3;
- 1984 - Solfafría;
- 1986 - Galicia no país das Marabillas;
- 1987 - Divinas Palabras;
- 1989 - Castellum Honesti;
- 1991 - Galicia no Tempo;
- 1993 - A Vía Lactea;
- 1993 - A Xeometria da Alma;
- 1994 - Iacobus Magnus;
- 1995 - Gallaecia Fulgit;
- 1995 - As Fadas de Estrano Nome (directo);
- 1999 - No confín dos verdes castros;
- 1999 - Auga de Maio;
- 2002 - O niño do Sol;
- 2002 - Adobrica suite;
- 2005 - XXV;
- 2006 - Unha estrela como guía;

## Formação
Na sua formação originária, Milladoiro estava composto por:
- Rodrigo Romaní: Harpa Celta, Guitarras, Bouzouki, Ocarina e Voz.
- Xosé V. Ferreirós: Gaita, Oboé, Uillean Pipes, Whistles, Mandolina(bandolim) e Bouzouki(bazouca)
- Nando Casal: Gaita, Clarinete, Whistles.
- Xosé A. F. Méndez: Flauta Transversa
- Moncho García: Bodhram, Tamboril, Percussão.
- Laura Quintillán: Violim.
- Antón Seoane: Guitarra, Acordeão, Teclados.

A formação permaneceu estável , excetuando o posto de violinista, que seria ocupado sucessivamente por Michel Canada (1980-1991), Antón Seijo (1991-1998) e Harry.C desde 1998 até hoje.
No ano 2000, Rodrigo Romaní, abandonou o grupo para seguir carreira sozinho, entrando: Manu Conde (Guitarra) e Roi Casal (filho de Nando Casal, Harpa Celta).

## Prêmios
- Prêmio Trasalba em 2006.